# Larhat
Larhat (em árabe: الأرهاط), anteriormente Villebourg durante a colonização francesa, é uma comuna localizada na província de Tipasa, Argélia. Sua população estimada em 2008 era de 12 000 habitantes.